# Kangeantimalia
De kangeantimalia (Mixornis prillwitzi) ; synoniem: Mixornis flavicollis prillwitzi) is een zangvogel uit de familie Timaliidae (timalia's). De vogel werd in 1901 Ernst Hartert als aparte soort beschreven en vernoemd naar de ontdekker die Ernst Prillwitz heette. Lange tijd werd de vogel beschouwd als een ondersoort van de grijsnektimalia (M. flavicollis). Op grond van in 2017 gepubliceerd onderzoek is de status van aparte soort verdedigbaar.

## Kenmerken
De vogel is 13 tot 14 cm lang en lijkt uiterlijk sterk op de grijsnektimalia. De kop is iets donkerder van kleur en het verenkleed op de borst neigt minder naar geelbruin. De verschillen zijn vooral gevonden na bioakoestisch onderzoek.

## Verspreiding en leefgebied
Deze soort is endemisch op het eiland Kangean. De soort komt voor in ongerept of matig aangetast tropisch bos en is daardoor kwetsbaar voor uitsterven door de schaal van ontbossing op het eiland.